# Eric Palmqvist
Eric Mark Palmqvist, född 18 oktober 1970 i Malmö (Sankt Johannes), Malmöhus län, är en svensk politiker (sverigedemokrat). Han är ordinarie riksdagsledamot sedan 2018, invald för Norrbottens läns valkrets.
I riksdagen är Palmqvist ledamot i näringsutskottet sedan 2018 och ledamot i riksdagens delegation till Arktiska parlamentarikerkonferensen sedan 2022 samt suppleant i Nordiska rådets svenska delegation.